# Кортни Б. Венс
Кортни Бернард Венс (енгл. Courtney Bernard Vance; Детроит, 12. март 1960) амерички је позоришни, филмски и ТВ глумац.
Венс је најпознатији по улози помоћника окружног тужиоца Рона Карвера у серији Ред и закон: Злочиначке намере.